# Hrastova kokljica
Hrastova kokljica (znanstveno ime Lasiocampa quercus) je vrsta metulja, ki je razširjena po Evropi in severni Afriki.

## Opis
Razpon kril odraslih metuljev znaša med 45 in 75 mm, samice pa so večje od samcev. Telo metulja je poraščeno z gostimi dlačicami, ki lahko pri občutljivih ljudeh povzročajo močne alergijske reakcije v obliki srbečice in kožnih izpuščajev. Letajo med majem in septembrom.
Gosenice se prehranjujejo na gostiteljskih rastlinah iz družin Larix, Betula, Salix in Rubus.

## Galerija
- Parjenje
- Gosenica
- Buba
- Samec

- Samec z obeh strani  MHNT
- Samica z obeh strani - MHNT